# La pietra del paragone
La pietra del paragone (dt. Der Prüfstein oder Die Liebesprobe) ist ein „melodramma giocoso“ in zwei Akten von Gioachino Rossini (Musik) mit einem Libretto von Luigi Romanelli. Erstmals aufgeführt wurde es am 26. September 1812 in der Mailänder Scala.

## Handlung
Graf Asdrubale hat die Wahl zwischen drei Frauen. Um diese auf die Probe zu stellen, täuscht er als türkischer Kaufmann verkleidet seinen eigenen Ruin vor. In dieser Situation hält lediglich Clarice weiterhin zu ihm. Im zweiten Akt prüft Clarice ihrerseits die Liebe des Grafen, indem sie sich als ihren Zwillingsbruder ausgibt, der sie mit sich in die Ferne führen will. Erst nachdem der Graf diesen ernsthaft um die Hand seiner Schwester bittet, gibt sie sich zu erkennen, und die beiden finden zusammen.

### Erster Akt
Garten der Villa des Grafen Asdrubale
Szene 1. Ein gemischter Chor von Gästen und Gärtnern. Nacheinander treten Pacuvio, Fabrizio, die Baronin Aspasia und Donna Fulvia auf. Der Chor preist Wohlstand und Großzügigkeit des Grafen, der aber Schwierigkeiten habe, eine geeignete Ehefrau zu wählen (Introduktion I: „Non v’è del Conte Asdrubale“). Pacuvio versucht vergeblich, sein neues Gedicht vorzutragen. Da die Gesellschaft nichts davon hören will, versucht er sein Glück beim Hausmeister Fabrizio und der Baronin. Den beiden gelingt es, sich loszureißen, als Fulvia auftaucht und Pacuvio in Beschlag nimmt.
Szene 2. Pacuvio macht Fulvia Komplimente. Die weist ihn jedoch darauf hin, dass sie wegen dessen Vermögen auf die Hand des Grafen hofft. Sie verspricht Pacuvio aber ein gutes Auskommen, sobald sie verheiratet ist. Als die beiden den Dichter Giocondo – der Pacuvio verhasst ist – und den Journalisten Macrobio kommen sehen, entfernen sie sich.
Szene 3. Macrobio und Giocondo streiten heftig über die Bedeutung ihrer jeweiligen Kunst (Duett: „Mille vati al suolo io stendo“). Schließlich wechseln sie das Thema. Macrobios ist neugierig, welche der anwesenden Witwen die Gunst des Grafen erhalten werde. Er tippt auf die Marquise Clarice. Giocondo, der selbst an Clarice interessiert ist, stimmt ihm bedauernd zu. Sie gehen.
Szene 4. Clarice tritt auf. Sie beklagt die Ungewissheit ihrer Liebe. Ungesehen wiederholt der Graf jeweils ihre letzten Worte als Echo. Diese Worte geben zu erkennen, dass er sie liebt („non t’amo“ – „t’amo“ / „Pietà di te non sento“ – „Sento“). Clarice gewinnt an Zuversicht, dass er sie den beiden anderen Frauen vorziehen werde (Cavatine: „Eco pietosa“). Sie versteckt sich, um ihn zu beobachten.
Szene 5. Der Graf erscheint. Nachdem er sich vergewissert hat, dass Clarice gegangen ist, offenbart er seine Ansichten über die Ehe in einem Selbstgespräch: Er hätte Gefühle für Clarice, wenn er nicht wüsste, dass die Frauen Betrügerinnen seien (Cavatine: „Se di certo io non sapessi“). Er möchte aber nicht verführt werden, sondern sehnt sich nach Treue. Wie kann er herausfinden, welche der drei Witwen es nicht nur auf sein Geld abgesehen hat, sondern ihn selbst liebt?
Szene 6. Clarice tritt aus ihrem Versteck. Sie unterhält sich mit dem Grafen scherzhaft darüber, ob das Echo männlich oder weiblich sei. Sie habe den Eindruck gehabt, es hätte ihr seine Liebe erklärt. Der Graf antwortet, dass das Echo gelegentlich Scherze treibe (Duett: „Conte mio, se l’eco avesse“). Sie gehen.
Szene 7. Macrobio umwirbt die Baronin. Sie erinnert ihn daran, dass sie die Witwe eines Barons ist, er aber nur Journalist. Außerdem sei der Graf reich. Falls es mit diesem jedoch nichts werde, sei sie bereit, seine Dienste anzunehmen. In der Zwischenzeit könne er den Grafen ein bisschen eifersüchtig machen. Wenn sie dann reich sei, werde auch er zufrieden sein. Sie gehen.
Szene 8. Fulvia will dem Grafen eine Rose schenken. Sie zeigt sie Pacuvio und gestattet ihm, sein Gedicht vorzutragen (Arie „Ombretta sdegnosa del Missipipì“). Fulvia lobt ihn.
Szene 9. Der Graf kommt in Gedanken versunken hinzu. Sein Herz spricht für Clarice, aber er weiß nicht, wie er sich verhalten soll. Pacuvio drängt Fulvia, ihm die Rose zu geben. Da sie zögert, spielt Pacuvio ihr vor, mit welch poetischen Worten sie die Rose überreichen könnte. Der Graf wundert sich über sein Verhalten und die unpassenden Verse und kann das Lachen kaum zurückhalten.
Szene 10. Der Graf plant eine „Liebesprobe“ der Bewerberinnen. Zu diesem Zweck will er sich als Afrikaner verkleiden. Fabrizio soll ihm assistieren. Der Graf geht.
Szene 11. Fabrizio macht sich Gedanken über seinen Herrn.
Ebenerdiges Zimmer mit Zugang zum Garten
Szene 12. Clarice erzählt Giocondo von ihrem verstorbenen Zwillingsbruder Lucindo. Giocondo bedauert ihr Interesse am Grafen. Als er seinen Wunsch ausdrückt, dass sie sich auch ihm zuwende, verdüstert sich ihre Miene – die sich beim Erscheinen Macrobios wieder aufheitert. Macrobio und Giocondo streiten sofort wieder über ihre Lieblingsthemen Journalismus und Dichtung. Auch der Graf mischt sich ein. Erst Clarice gelingt es, sie zu beruhigen, indem sie erklärt, dass alle drei unvernünftig und widersprüchlich seien: Der Graf wolle und wolle nicht, Giocondo schweige und seufze, und Macrobio lobe oder kritisiere – aber keiner von ihnen könne sein Verhalten begründen (Quartett: „Voi volete, e non volete“). Fabrizio bringt dem Grafen einen Brief. Der liest ihn und gibt vor, beunruhigt zu sein. Die anderen rätseln unterdessen über die erhaltene Nachricht. Alle gehen.
Szene 13. Pacuvio plant, sein neues Gedicht Macrobio zu zeigen, damit dessen Zeitung darüber berichten kann. Fulvia kommt und sagt, dass sie nicht verstehe, warum der Graf gelacht habe. Pacuvio glaubt, er sei einfach aus Freude geschehen. Die Baronin kommt auf der Suche nach Macrobio vorbei. Pacuvio geht, um ihn zu holen und dabei sein Gedicht an den Mann zu bringen.
Szene 14. Die Baronin und Fulvia versuchen herauszufinden, wie die jeweils andere zum Grafen steht. Beide behaupten, von ihm sehr zuvorkommend behandelt worden zu sein. Pacuvio kommt mit Macrobio zurück. An seinem Gedicht hat dieser jedoch kein Interesse, denn er hat bereits genug Material für die nächsten sechs Monate und ist völlig überlastet mit den Anfragen der vielen Künstler (Arie: „Chi è colei che s’avvicina?“).
Garten, wie zuvor
Szene 15. Ein Chor von Gärtnern beklagt den Grafen, der sich trübselig in sein Zimmer zurückgezogen habe (Chor: „Il Conte Asdrubale“). Sie entfernen sich, und Clarice erscheint, gefolgt von ihrem Verehrer Giocondo. Macrobio, der so tut als habe er sie nicht bemerkt, trägt laut die Geschichte der heimlichen Liebe von Medoro und Angelica vor, die vom Grafen Orlando verfolgt werden (Finale I-I: „Su queste piante incisi“). Nach einer Weile gibt Macrobio vor, Clarice und Giocondo zu bemerken und erklärt ihnen in sarkastischem Tonfall das Thema seines Gedichts. Er geht. Die Baronin und Fulvia kommen und berichten Clarice und Giocondo, dass der Graf sein gesamtes Vermögen verloren habe (Finale I-II: „Oh caso orribile!“). Fulvia ist erleichtert, dass er sie nicht geheiratet hat. Die Baronin und Fulvia gehen, um weitere Details herauszufinden.
Szene 16. Macrobio und Pacuvio kehren zurück. Macrobio erzählt, dass jemand einen hundert Jahre alten Schuldschein über sechs Millionen vorgelegt habe. Auf Clarices Rückfrage nach dem Gläubiger antworten Pacuvio und Macrobio mit wilden Spekulationen: er käme aus Japan – aus Kanada – er sei ein Türke aus Britannien – ein Deutscher aus Bevagnien (dem Land der Trinker). Clarice und Giocondo gehen entnervt.
Szene 17. Die Baronin und Fulvia kommen und melden die Ankunft des Gläubigers. Kurz darauf tritt der verkleidete Graf mit einigen Dienern und Seeleuten sowie einigen angeblichen Mitgliedern des Gerichts auf. Fabrizio tut so, als wäre er äußerst beunruhigt. In seltsamem Italienisch, das die anderen kaum verstehen, präsentiert der Graf den vermeintlichen Schuldschein. Als sie bemerken, dass er vorhat, das gesamte Anwesen zu „versiegeln“, sorgen sie sich um ihre eigenen Besitztümer, die sich darin befinden – darunter die Wertgegenstände der Baronin und Fulvias sowie die Manuskripte und Dramen Macrobios und Pacuvios. Der Besitz des Grafen kümmert sie weniger.
Innenhof im Haus des Grafen
Szene 18. Während Clarice über ihre Treue zum Grafen nachsinnt, erscheint dieser scheinbar trübsinnig in seiner eigenen Kleidung (Finale I-III: „Non serve a vil politica“). Giocondo versucht, ihm Mut zu machen. Die drei erkennen, dass widrige Ereignisse ein „Prüfstein“ für die Freundschaft sind. Macrobio, Pacuvio, die Baronin und Fulvia kommen hinzu und beglückwünschen Clarice, dass diese den Grafen nun für sich habe (Finale I-IV: „Marchesina… Contessina…“). Der Graf fragt die Anwesenden, wie sie ihn in seinem Unglück unterstützen wollen. Macrobio bietet einen Zeitungsartikel an und Pacuvio eine Elegie, aber die Baronin und Fulvia weichen dem Thema aus. Giocondo dagegen stellt dem Grafen sein Haus zur Verfügung, und Clarice bietet ihm ihre Hand.
Letzte Szene. Fabrizio kommt freudestrahlend mit dem Chor der Gäste und Gärtner. Er präsentiert ein altes Schriftstück, das er in einem verstaubten Schrank gefunden haben will und das dem Gegenwert des Schuldscheins entspreche (Finale I-V: „Viva, viva! / In un cantone“). Damit ist der Graf gerettet. Alle drücken ihre Freude aus – Clarice und Giocondo mit echter Herzlichkeit, die Baronin, Fulvia, Macrobio und Pacuvio dagegen nur geheuchelt.

### Zweiter Akt
Zimmer im Haus des Grafen, wie im ersten Akt
Szene 1. Von der einen Seite treten erst die Baronin, Fulvia und der Chor der Gäste, dann Macrobio und der Graf auf, von der anderen Giocondo und Pacuvio. Während der Chor die Abreise des Fremden kommentiert, überlegen die Baronin und Fulvia, wie sie sich am Grafen, Clarice und Giocondo rächen können (Introduktion II: „Lo stranier con le pive nel sacco“). Macrobio und Pacuvio entschuldigen sich beim Grafen für ihr Verhalten: Macrobio behauptet, er habe gescherzt – Pacuvio dagegen nimmt dichterische Freiheit in Anspruch. Giocondo hat nur Verachtung für sie übrig. Während er sich mit dem Grafen unterhält, machen sich die Baronin an Macrobio und Fulvia an Pacuvio heran, um sie für ihre Zwecke einzuspannen. Macrobio erzählt der Baronin von einer neuen chinesischen Mode, die er bald in seiner Zeitung veröffentlichen wolle. Pacuvio teilt Fulvia im Vertrauen mit, dass Giocondo dem Grafen seine Freundschaft lediglich vorgetäuscht habe. Macrobio und Pacuvio erklären sich einverstanden mit den Plänen der beiden Frauen. Der Graf ruft zu einem Jagdausflug auf und schickt einen Bediensteten, um Clarice zu holen. Fulvia beschließt, im Haus zu bleiben.
Szene 2. Fulvia hält Macrobio und die Baronin zurück und flüstert der Baronin etwas ins Ohr. Die Baronin erzählt darauf Macrobio, dass Fulvia bereits gerächt sei, weil Pacuvio Giocondo im Kampf besiegt habe. Macrobio solle daher den Grafen herausfordern, um auch ihre Ehre zu retten. Obwohl Macrobio Pacuvios Tat bezweifelt, verspricht er der Baronin, dies nach der Jagd zu tun.
Ein Wald
Szene 3. Ein Chor von Jägern fordert den Dichter Pacuvio ironisch zur Jagd auf (Chor: „A caccia, o mio signore“). Als Wind aufkommt, fliegen einige Vögel auf, und Pacuvio zielt wahllos mit seinem Gewehr, ohne je zu einem Schuss zu kommen (Temporale: „Sì, sì, ci parleremo“). Der Wind verwandelt sich in einen Gewittersturm. Pacuvio sucht panisch nach einem Unterschlupf und flieht schließlich.
Szene 4. Nachdem sich der Sturm gelegt hat, erscheint Giocondo, der von den anderen getrennt wurde. Er vergleicht das Unwetter mit dem Sturm in seinem Herzen und denkt dabei an Clarice, die er sich in den Armen seines Freundes vorstellt. Es folgt eine Klage über ihre Schönheit (Szene und Arie: „Oh come il fosco impetuoso nembo – Quell’alme pupille“).
Szene 5. Als Clarice auftaucht, erzählt Giocondo ihr von drei Feinden, die er in seiner Brust trägt: Ihr Glück, seine Liebe und die Freundschaft. Clarice versucht ihn zu trösten und verspricht, dass auch er eines Tages die Liebe finden werde. Unbemerkt von den beiden kommen nacheinander Macrobio, der Graf und die Baronin und beobachten die Szene (Quintett: „Spera, se vuoi, ma taci“). Macrobio neckt den Grafen damit, dass die Baronin die erste Witwe sei, die sich der Treue rühme. Es scheint, als hätten Clarice und Giocondo ein Verhältnis. Der Graf tritt aus seinem Versteck und beschuldigt Clarice der Falschheit.
Szene 6. Der Chor der Jäger beklagt, dass die Jagd wegen des Sturms erfolglos geblieben sei. Nur der Graf habe zwei Vögel gefangen – eine Anspielung auf Clarice und Giocondo, die Clarice als Beleidigung auffasst. Alle verschwinden, als das Gewitter wieder zunimmt.
Ebenerdiges Zimmer, wie im ersten Akt
Szene 7. Fulvia und Fabrizio waren im Haus zurückgeblieben. Pacuvio kommt atemlos zu ihnen und behauptet, dass er unter dem Wild ein Massaker angerichtet hätte, wenn der Sturm nicht gewesen wäre. Der Beweis für sein Können ist ein winziger toter Vogel, den er aus der Tasche zieht – aber der ist aus Angst gestorben.
Szene 8. Giocondo versichert dem Grafen, dass Clarice unschuldig ist. Der Graf möchte sich vor seiner Hochzeit noch etwas aufheitern. Dabei denkt er an eine Posse mit Macrobio, der es gewagt hatte, ihn zu provozieren.
Szene 9. Clarice kommt freudig mit einem geöffneten Brief und kündigt den Besuch ihres Zwillingsbruders Lucindo an, den alle fälschlicherweise für tot gehalten hatten. Insgeheim jedoch bittet sie dessen Geist um Vergebung dafür, dass sie seinen Namen für diesen Zweck nutzt.
Szene 10. Pacuvio bringt einen weiteren Brief mit Neuigkeiten: Der berühmte Maestro Petecchia sei eingetroffen. Der Graf erinnert sich an ein Sonett Giocondos, das dieser vortragen könne. Clarice, die es von Fabrizio erhalten hat, trägt es auswendig vor (Sonett: „Sognai di Cimarosa, ahi vista amara!“). Pacuvio findet das Gedicht „nicht schlecht“. Clarice, der Graf und Giocondo gehen.
Szene 11. Pacuvio wirft Fulvia vor, die Nachricht von seinen Sieg über Giocondo ausgeplaudert zu haben. Sie rechtfertigt sich damit, dass sie es lediglich der Baronin im Vertrauen erzählt habe, die es ihrerseits im Vertrauen nur Macrobio gesagt habe. Dass Macrobio anschließend in seiner Zeitung darüber berichtet hat, findet Fulvia in Ordnung, denn nun wissen alle, dass ihre Schmach gerächt ist (Arie: „Pubblico fu l’oltraggio“). Um Giocondos Zorn zu entgehen, überlegt sich Pacuvio eine weitere Lüge.
Szene 12. Giocondo hat Macrobio zum Duell gefordert. Macrobio, der noch nie eine Waffe in der Hand gehabt hat, weigert sich vergeblich. Giocondo gibt ihm eine Pistole. Er schlägt zwar vor, dass sie beide zu hoch zielen, aber weil Macrobio Pacuvios Lüge verbreitet habe, müsse die Sache ausgetragen werden. In einem unbeobachteten Moment gibt Giocondo jemandem im Hintergrund ein Zeichen. Der Graf kommt mit zwei Dienern, die jeweils ein Schwert tragen. Auch er fordert Macrobio zum Duell. Es kommt zu einem kurzen Streit zwischen Giocondo und dem Grafen darüber, wer zuerst kämpfen darf (Terzett: „Prima fra voi coll’armi“). Macrobio schlägt vor, dass sie ihre Meinungsverschiedenheit mit Waffen austragen. Er werde dann mit dem Überlebenden kämpfen. Die beiden gehen darauf ein und ergreifen die Schwerter. Nach kurzer Zeit erklärt der Graf jedoch, dass er als Gastgeber dem Fremden den Vortritt lassen müsse. Giocondo dürfe sich daher als Erster mit Macrobio duellieren. Erschreckt protestiert Macrobio. Der Graf gibt vor, nachzudenken und macht dann einen Vorschlag. Macrobio dürfe kapitulieren, wenn er zugebe, ein Faulpelz („un poltrone“), ein bestechlicher Mann („un uom venale“), ein lächerlicher Frauenheld („cicisbèo ridicolo“) und der größte Ignorant („il fior degli ignoranti“) zu sein. Als Macrobio zustimmt, legen der Graf und Giocondo die Schwerter beiseite.
Im Dorf. Mehrere Häuser neben denjenigen des Grafen. Blick auf die Landschaft mit einem kleinen Hügel auf einer Seite
Szene 13. Pacuvio kommt aus dem Haus des Grafen. Fulvia tritt ihm entgegen und verlangt eine Erklärung für seine Lügen. Pacuvio tut so als wäre nicht er gemeint und sieht sich suchend nach dem Angesprochenen um. Anschließend versichert er, noch nie in seinem Leben gelogen zu haben. Macrobio und die Baronin kommen hinzu. Macrobio tut so, als hätte er sich soeben sehr angestrengt. Er versichert der Baronin, im Duell keine Verletzung davongetragen zu haben. Als er Pacuvio erblickt, bezichtigt er diesen der Lüge.
Szene 14. Fabrizio ist vom Hügel herabgestiegen und meldet den Dorfbewohnern die Ankunft von Clarices Zwillingsbruder Lucindo, einem Militärhauptmann. Fulvia und die Baronin fragen sich, wie ähnlich sich wohl Clarice und Lucindo sehen. Fabrizio geht dem Neuankömmling entgegen.
Szene 15. Während die Anwesenden zur Seite treten, erscheint „Lucindo“/Clarice in Militäruniform in Begleitung einiger Offiziere und Soldaten (Marsch, Szene und Arie: „Se l’itale contrade“). Auch Fabrizio kehrt zurück. Ein Militärmarsch erklingt. „Lucindo“ begrüßt seine geliebte Heimat, die er im Kindesalter verlassen hatte, dankt den Soldaten und verkündet den kommenden Sieg von Mars und Amor („Marte trionfi, e Amor“). Er betritt mit Fabrizio und dem Gefolge das Haus des Grafen.
Szene 16. Die Baronin, Macrobio, Fulvia und Pacuvio stellen fest, wie ähnlich sich Clarice und Lucindo sehen. Die Baronin und Fulvia treten in das Haus, um den Hauptmann näher kennenzulernen.
Szene 17. Macrobio und Pacuvio sind erstaunt, dass ein kriegerisches Aussehen bei den Frauen viel mehr bewirkt als ein Zeitungsartikel oder ein Sonett. Sie folgen ihnen ins Haus.
Eine Galerie
Szene 18. „Lucindo“/Clarice verkündet dem Grafen und Giocondo, dass seine Schwester Clarice für eine Hochzeit nicht mehr zur Verfügung stehe, weil er sie bei seiner Abreise mitnehmen wolle. Gefolgt von Giocondo stürmt der Graf aus dem Zimmer (Arie: „Ah! se destarti in seno“). Clarice konnte an der entsetzten Reaktion des Grafen seine echte Liebe für sie erkennen.
Letzte Szene. Die Baronin und Fulvia betreten das Zimmer. Fulvia berichtet aufgeregt, dass Giocondo den Grafen daran gehindert habe, sich das Leben zu nehmen. Fabrizio kommt hinzu und bringt „Lucindo“/Clarice einen Brief des Grafen, in dem dieser ihn um die Hand seiner Schwester bittet. „Lucindo“ quittiert den Empfang mit seinem wahren Namen „Clarice“. Nachdem der Graf hereingekommen ist und sich über die Unterschrift gewundert hat, gibt Clarice sich zu erkennen. Alles sind höchst erstaunt über diese Täuschung (Finale II: „Voi Clarice? / Qual inganno!“). Der Graf und Clarice bitten einander um Vergebung. Macrobio, Pacuvio und Giocondo denken bereits an die kommende Hochzeit. Da der Graf nun vergeben ist, wenden sich die Baronin und Fulvia Macrobio bzw. Pacuvio zu, die jedoch um Bedenkzeit bitten. Der Graf dagegen hat nun gelernt, die Frauen zu respektieren.

## Gestaltung

### Libretto
Der Librettist Luigi Romanelli war an der Mailänder Scala fest angestellt. Es ist zwar kein Meisterwerk, gilt aber als dessen bislang bester Text. Es ist gut geeignet für die Bühne und bot Rossini trotz einiger unnötiger Winkelzüge in der Handlung eine ideale Vorlage für seine humorvolle Komposition.:36
Der Titel „pietra del paragone“ bedeutet wörtlich „Probierstein“. Mit Hilfe eines solchen Steins kann der Reinheitsgrad von Edelmetallen bestimmt werden. In der Oper bezieht sich das gleich zweimal auf eine Methode, die Zuverlässigkeit der Freundschaft und der Liebe zu ermitteln.
Neben der eigentlichen Handlung bezieht sich der Text auch auf eine literarisch-musikalische Debatte. Die drei Verehrer Macrobio, Pacuvio und Giocondo sind allesamt Literaten, deren Namen jeweils ihre Herkunft karikiert. Der Name des negativ gezeichneten Macrobio ist eine Anspielung auf den römischen Philosophen Macrobius Ambrosius Theodosius, Pacuvios Namensgeber ist der ebenfalls römische Schriftsteller Marcus Pacuvius, und der Name des in der Oper eher ernsten Giocondo ist das italienische Wort für „heiter“. Vermutlich beziehen sich diese Anspielungen auf die Oper, die unmittelbar zuvor mit derselben Besetzung in der Scala aufgeführt wurde: Le bestie in uomini von Giuseppe Mosca. Diese Oper weist in der Figurenkonstellation und auch in den Rollennamen einige Parallelen zu La pietra del paragone auf. Zudem finden sich im Text weitere mehrdeutige Hinweise auf diese Vorgängeroper, wie z. B. in Pacuvios Gedicht „Ombretta sdegnosa del Missipipi“ („schnöder Schatten des Missipipi“) in der achten Szene des ersten Aktes.

### Instrumentation
Die Orchesterbesetzung der Oper enthält die folgenden Instrumente:
- Holzbläser: zwei Flöten / eine Piccoloflöte, zwei Oboen, zwei Klarinetten, ein Fagott
- Blechbläser: zwei Hörner, zwei Trompeten
- Pauken, große Trommel, Becken
- Streicher
- Basso continuo

### Musiknummern
Die Oper enthält die folgenden Musiknummern:
- Sinfonia

Erster Akt
- Introduktion I: „Non v’è del Conte Asdrubale“ (Szene 1)
- Duett (Macrobio, Giocondo): „Mille vati al suolo io stendo“ (Szene 3)
- Cavatine (Clarice): „Eco pietosa“ (Szene 4)
- Cavatine (Graf): „Se di certo io non sapessi“ (Szene 5)
- Duett (Clarice, Graf): „Conte mio, se l’eco avesse“ (Szene 6)
- Arie (Pacuvio): „Ombretta sdegnosa del Missipipì“ (Szene 8)
- Quartett (Clarice, Graf, Giocondo, Macrobio): „Voi volete, e non volete“ (Szene 12)
- Arie (Macrobio): „Chi è colei che s’avvicina?“ (Szene 14)
- Chor: „Il Conte Asdrubale“ (Szene 15)
- Finale I
  - I: „Su queste piante incisi“ (Szene 15)
  - II: „Oh caso orribile!“ (Szene 15)
  - III: „Non serve a vil politica“ (Szene 18)
  - IV: „Marchesina… Contessina…“ (Szene 18)
  - V: „Viva, viva! / In un cantone“ (Szene 19)

Zweiter Akt
- Introduktion II: „Lo stranier con le pive nel sacco“ (Szene 1)
- Chor der Jäger: „A caccia, o mio signore“ (Szene 3)
- Temporale (Pacuvio): „Sì, sì, ci parleremo“ (Szene 3)
- Szene und Arie (Giocondo): „Oh come il fosco impetuoso nembo – Quell’alme pupille“ (Szene 4)
- Quintett (Clarice, Baronin, Giocondo, Macrobio, Graf): „Spera, se vuoi, ma taci“ (Szene 5)
- Sonett (Clarice): „Sognai di Cimarosa, ahi vista amara!“ (Szene 10)
- Arie (Fulvia): „Pubblico fu l’oltraggio“ (Szene 11)
- Terzett (Macrobio, Giocondo, Graf): „Prima fra voi coll’armi“ (Szene 12)
- Marsch, Szene und Arie (Clarice): „Se l’itale contrade“ (Szene 15)
- Arie (Graf): „Ah! se destarti in seno“ (Szene 18)
- Finale II: „Voi Clarice? / Qual inganno!“ (Szene 19)

### Musik
Richard Osborne bewertete die Musik in seiner Rossini-Biographie von 1988 zusammenfassend folgendermaßen:

„La pietra del paragone ist voll von Höhepunkten, denn Rossini füllte Romanellis weiträumigen Entwurf mit Musik von unermüdlicher Vitalität und nicht versiegender Empfindung aus.“

Besonders hervorzuheben sind im ersten Akt das große Ensemble zu Beginn, das bereits erwähnte Gedicht Pacuvios, Macrobios Buffo-Abhandlung über die Macht der Presse, das lyrische vom Horn begleitete Echoduett Clarices und des Grafen in der vierten Szene und das ausgedehnte Finale.:162 f Der Auftritt des verkleideten Grafen in der siebzehnten Szene bot Rossini die Gelegenheit, eine der damals so beliebten Türkenmusiken einzusetzen. Wichtige Stellen des zweiten Aktes sind der Jägerchor, die Sturmszene, Giocondos Klage über die Schönheit Clarices in der vierten Szene („Quell’alme pupille“), das Trio von Giocondo, Macrobio und dem Grafen am Ende des Duells in der zwölften Szene sowie die Travestieszene Clarices.:164
Für Rossini ungewöhnlich ist, dass die Hauptrolle des Grafen nicht wie üblich von einem Tenor, sondern von einem Bass gesungen wird, während der einzige Tenor im Stück sich mit einer Nebenrolle (Giocondo) begnügen muss.:162 Auch die weibliche Hauptrolle ist kein Sopran, sondern ein Alt. Eine ähnliche Konstellation findet sich nur noch in Il turco in Italia.

## Werkgeschichte
Mit diesem Werk gelang dem zwanzigjährigen Rossini der Sprung an die renommierte Mailänder Scala.:53 Den Auftrag erhielt er durch Unterstützung der einflussreichen Sänger Marietta Marcolini und Filippo Galli, die bereits in früheren Werken Rossinis mitgewirkt hatten. Er erhielt eine gute Gage und wurde außerdem vom Militärdienst freigestellt.:27 f Die ersten Stücke der neuen Oper stellte Rossini am 11. Juli 1812 fertig, obwohl das (nahezu) vollständige Libretto Luigi Romanellis erst am 21. August vorlag. Trotz gesundheitlicher Probleme gelang es Rossini, die Partitur in der Hälfte der geplanten Zeit zu vollenden. Allerdings übernahm er einige Teile aus seinen früheren Opern Demetrio e Polibio und L’equivoco stravagante.:36
Die Uraufführung fand am 26. September 1812 statt und war ein gewaltiger Erfolg.:53 Es sangen die Altistin Maria Marcolini (Clarice), die Sopranistin Carolina Zerbini (Baronin), die Mezzosopranistin Orsola Fei (Fulvia), der Tenor Claudio Bonoldi (Giocondo) und die Bässe Filippo Galli (Graf), Antonio Parlamagni (Macrobio), Pietro Vasoli (Pacuvio) und Paolo Rossignoli (Fabrizio). Am selben Abend wurde außerdem das Ballett („ballo eroico-mitologico“) Ercole all’inferno von Alessandro Fabbri gegeben. Bereits in der ersten Spielzeit gab es 53 Aufführungen. Das Publikum erwirkte noch in der letzten Aufführung eine Wiederholung von sieben Nummern. Rossini galt seitdem als „maestro di cartello“ (ein werbewirksamer Komponist, dessen Namen bereits das Publikum garantiert):27 f und durfte sich zudem „maestro di cappella“ nennen.:52 Sein Ansehen stand nun auf der Höhe der älteren Meister wie Domenico Cimarosa, Giovanni Paisiello und Gaspare Spontini. Zudem gelang es ihm, das Genre der Opera buffa mit neuen musikalischen Mitteln in das 19. Jahrhundert zu überführen.:53
Bei der venezianischen Wiederaufnahme im April 1813 fiel das Werk überraschenderweise durch. Es wurde daraufhin zunächst durch Stefano Pavesis Ser Marcantonio ersetzt, in späteren Aufführungen aber damit kombiniert, indem der erste Akt von Pavesi und der zweite Akt von Rossini hintereinander gespielt wurden.:30 Dieser Misserfolg hatte aber keine Auswirkungen auf die weitere Geschichte der Oper. In den folgenden zwanzig Jahren gab es zahlreiche weitere Aufführungen in italienischen Städten, aber auch 1821 in Barcelona, 1825 in Palma de Mallorca und 1826 in Madrid. Eine deutsche Fassung wurde am 17. August 1817 unter dem Namen Der Prüfstein am Königlichen Hoftheater in München gespielt. Weitere ausländische Aufführungen gab es in Porto, Paris, Wien, Lissabon, Graz, Berlin und Mexiko.:425
Rossini verwendete einige Stücke dieser Oper in späteren Werken erneut. Die Ouvertüre nutzte er einige Monate später für Tancredi. Die Musik der Sturmszene verwendete er auch in L’occasione fa il ladro und in Il barbiere di Siviglia. Das Trio findet sich in La gazzetta wieder.:204
Am 27. November 1859 wurde am Pariser Théâtre-Italien das Pasticcio Un Curioso Accidente auf ein Libretto von Arcangelo Berettoni aufgeführt, dessen Musik Rossinis Opern La cambiale di matrimonio, La pietra del paragone, L’occasione fa il ladro und Aureliano in Palmira entnommen war. Der Leiter des Theaters, Torribio Calzado, hatte dieses Werk bereits 1857 als „neue Rossini-Oper“ angekündigt. Als Rossini von der geplanten Aufführung erfuhr, schrieb er Calzado einen Brief, in dem er sich dagegen verwehrte, dass dieses „Mosaik“ als „neue Oper“ unter seinem Namen beworben wurde, und drohte mit rechtlichen Schritten, falls das Plakat nicht geändert werde. Calzado entfernte tatsächlich die entsprechenden Teile des Plakats, setzte jedoch nicht den von Rossini vorgeschlagenen Text „Eine Oper, die aus Stücken von Rossini durch Herrn Berretoni [sic] zusammengestellt wurde“ ein.:314,439
In jüngerer Zeit wird La pietra del paragone vergleichsweise selten gespielt, obwohl es in der Literatur schon seit Stendhals Vie de Rossini von 1823 viel gerühmt wurde – vermutlich aufgrund von Stendhals Vorliebe für die frühen, noch in der Tradition Cimarosas stehenden Opern Rossinis.
Ab 1963 verbreitete sich eine entstellte deutsche Fassung von Paul Friedrich und Günther Rennert, die auch ins Italienische übersetzt wurde.:425
Eine revidierte Ausgabe der Partitur wurde 1983 von Luigi Ferrari herausgegeben.
1998 präsentierte die Garsington Opera in England eine Neuinszenierung des Werkes. In den Jahren 2001 und 2002 stellten die Rossini-Festivals in Bad Wildbad und in Pesaro die Oper vor – mit Alessandro De Marchi bzw. Carlo Rizzi am Pult. 2007 präsentierte das Ensemble Matheus unter Jean-Christophe Spinosi das Werk in Paris und Alberto Zedda führte es in Madrid auf. 2017 wurde die Oper unter der Regie von Pier Luigi Pizzi erneut beim Rossini Opera Festival Pesaro aufgeführt.

## Aufnahmen
- 6. Juni 1959 (gekürzt, live aus der Piccola Scala, Mailand): Nino Sanzogno (Dirigent), Orchester und Chor des Teatro alla Scala. Fiorenza Cossotto (Clarice), Silvana Zanolli (Baronin), Eugenia Ratti (Fulvia), Ivo Vinco (Graf), Alvinio Misciano (Giocondo), Renato Capecchi (Macrobio), Giulio Fioravanti (Pacuvio), Franco Calabrese (Fabrizio). Fonit Cetra DOC 8 2 LP.[11]:15784
- 31. Oktober 1972 (gekürzte Rezitative, englische Zwischentexte, live aus der Alice Tully Hall, New York sowie Studio-Aufnahme): Newell Jenkins (Dirigent), Clarion Concerts Orchestra und Chorus. Beverly Wolff (Clarice), Elaine Bonazzi (Baronin), Anne Elgar (Fulvia), John Reardon (Graf), José Carreras (Giocondo), Andrew Foldi (Macrobio), Justino Diaz (Pacuvio), Raymond Murcell (Fabrizio). Vanguard CD: 08 9031 73, Vanguard LP: VSD 71183/4/5(3), Orizzonte LP: AOCL 316002[11]:15785 f
- 1982 (Verfilmung): Piero Bellugi (Dirigent), Bratislava Opera Orchestra, Janáček Opera Chorus Brno. Alfredo Mariotti (Graf), Ugo Benelli (Giocondo), Claudio Desderi (Macrobio). Dreamlife VFZT 00889 (1 VC).[11]:15787
- September 1982 (live aus Edinburgh): Roberto Abbado (Dirigent), Orchester und Chor des Teatro alla Scala Mailand. Júlia Hamari (Clarice), Gloria Banditelli (Baronin), Marta Taddei (Fulvia), Justino Diaz (Graf), Paolo Barbacini (Giocondo), Claudio Desderi (Macrobio), Alessandro Corbelli (Pacuvio), Armando Ariostini (Fabrizio). Celestial Audio CA 386 (2 CD).[11]:15788
- April 1988 (Video, live aus Catania): Marcello Viotti (Dirigent), Orchester und Chor des Teatro Massimo Bellini di Catania. Cecilia Bartoli (Clarice), Gloria Scalchi (Baronin), Patrizia Orciani (Fulvia), Natale de Carolis (Graf), Luca Canonici (Giocondo), Bruno Praticò (Macrobio), Alfonso Antoniozzi (Pacuvio), Fabio Tartari (Fabrizio). Premiere Opera Ltd. DVD 5014 (1 DVD).[11]:15789
- April 1992 (live aus Modena): Claudio Desderi (Dirigent), Orchestra Camerata Musicale, Chor des Teatro Comunale di Modena. Helga Müller-Molinari (Clarice), Antonella Trovarelli (Baronin), Maria Costanza Nocentini (Fulvia), Roberto Scaltriti (Graf), Maurizio Barbacini (Giocondo), Enzo di Matteo (Macrobio), Paolo Rúmetz (Pacuvio), Alessandro Svab (Fabrizio). Nuova Era CD: 7132/33 (2 CD).[11]:15790
- 1993 (gekürzt, live aus Martina Franca): Bruno Aprea (Dirigent), Grazer Symphonieorchester. Sara Mingardo (Clarice), Elisbatta Gutierrez (Baronin), Maria Cristina Zanni (Fulvia), Pietro Spagnoli (Graf), William Matteuzzi (Giocondo), José Fardilha (Macrobio), Marco Camastra (Pacuvio), Gioacchino Zarrelli (Fabrizio). Bongiovanni CD: GB 2179/80-2.[11]:15791
- Juli 2001 (live aus Bad Wildbad): Alessandro De Marchi (Dirigent), Czech Chamber Soloists Brno, Prager Kammerchor. Agata Bienkowska (Clarice), Anna Rita Gemmabella (Baronin), Anke Herrmann (Fulvia), Raffaele Costantini (Graf), Alessandro Codeluppi (Giocondo), Dariusz Machej (Macrobio), Gioacchino Zarrelli (Pacuvio), Teru Yoshihara (Fabrizio). Naxos 8.660093-95 (3 CD).[11]:15792
- August 2002 (live aus Pesaro): Carlo Rizzi (Dirigent), Orchester des Teatro Comunale di Bologna, Prager Kammerchor. Carmen Oprisanu (Clarice), Laura Brioli (Baronin), Patricia Biccirè (Fulvia), Marco Vinco (Graf), Raúl Giménez (Giocondo), Pietro Spagnoli (Macrobio), Bruno de Simone (Pacuvio), Dariusz Machej (Fabrizio). Foné 10053 (3 CD), Rossini Opera Festival 11053 (2 CD).[11]:15793
- 18. Januar 2007 (DVD, live aus Paris): Jean-Christophe Spinosi (Dirigent), Ensemble Mattheus. Sonia Prina (Clarice), Jennifer Holloway (Baronin), Laura Giordano (Fulvia), François Lis (Graf), José Manuel Zapata (Macrobio), Christian Senn (Pacuvio), Filippo Polinelli (Fabrizio). Naïve V 5089 (DVD)[12][11]:15794
- April 2007 (Video, live aus Madrid): Alberto Zedda (Dirigent), Orquesta Sinfónica de Madrid, Chor des Teatro Real Madrid. Marie-Ange Todorovitch (Clarice), Laura Brioli (Baronin), Marco Vinco (Graf), Raúl Giménez (Giocondo), Pietro Spagnoli (Macrobio), Paolo Bordogna (Pacuvio). Opus Arte OA 0987 D (DVD).[13]